# Kalani Brown
Kalani Brown (Slidell, 21 marzo 1997) è una cestista statunitense, professionista nella WNBA.

## Biografia
È la figlia di P.J. Brown.

## Carriera
È stata selezionata dalle Los Angeles Sparks al primo giro del Draft WNBA 2019 (7ª scelta assoluta).

## Palmarès
- Campionessa NCAA (2019)